# Chemisch fossiel
Een chemisch fossiel of moleculair fossiel is een in gesteentelagen aanwezige stof of samenstelling die aantoont dat bij vorming van de lagen sprake was van biologische activiteit. De stof kan oorspronkelijk onderdeel van het lichaam van een organisme zijn geweest, of vrij zijn gekomen bij de stofwisseling van het organisme.
Chemische fossielen geven een biosignatuur bij de zoektocht naar buitenaards leven en leven in het geologische verleden. Daarnaast kunnen ze informatie leveren die niet uit lichaamsfossielen of sporenfossielen naar voren komt. Ze laten bijvoorbeeld zien welk type stofwisseling het organisme had. In sommige gevallen zorgen de scheikundige reacties in een organisme voor fractionering van isotopen. De verhouding van isotopen kan in het gesteente bewaard zijn als chemisch fossiel.
Chemische fossielen kunnen van belang zijn als een aardlaag geen directe sporen van leven bevat. Dit is vaak het geval bij zeer oude lagen uit het Precambrium. Aan de andere kant kan gesteente na vorming van scheikundige samenstelling veranderd zijn door alteratie (diagenese, verwering en metamorfose). Zelfs isotopenverhoudingen kunnen soms verstoord raken. Het oudste bewijs voor het voorkomen van leven bestaat uit chemische fossielen. Het zijn verhoudingen van zuurstof- en ijzerisotopen in 3,8 miljard jaar geleden aan het oppervlak gevormd gesteente in de Isuagroensteengordel op Groenland. Wegens de chemische aard van het bewijs geldt het echter als omstreden.